# Tony Hawk's Pro Skater 3 + 4
Tony Hawk's Pro Skater 3 + 4 é uma recriação ambiciosa que combina os aclamados e historicamente significativos jogos Tony Hawk's Pro Skater 3 (2001) e Tony Hawk's Pro Skater 4 (2002) em uma única e massiva experiência coesa. Lançado mundialmente em 11 de julho de 2025, o jogo foi desenvolvido pela Iron Galaxy, estúdio aclamado por suas competentes conversões de jogos de luta e pelo seu trabalho em Killer Instinct, e publicado pela Activision, detentora da franquia. O título foi disponibilizado para uma vasta gama de plataformas, incluindo Microsoft Windows, PlayStation 4, PlayStation 5, Xbox One, Xbox Series X/S, Nintendo Switch e a então recém-lançada Nintendo Switch 2, assegurando uma ampla base de jogadores. Notavelmente, em uma estratégia de mercado agressiva, o jogo foi incluído no serviço de assinatura Xbox Game Pass desde o primeiro dia de seu lançamento.
Construído sobre o extraordinário sucesso crítico e comercial de Tony Hawk's Pro Skater 1 + 2, este novo pacote eleva o conceito de remake. Ele não se limita a recriar fielmente os níveis e a jogabilidade central que definiram uma era, mas os expande com visuais de ponta, novos conteúdos substanciais e uma série de melhorias de qualidade de vida que modernizam a experiência. O jogo unifica a progressão de forma inteligente, permitindo que os jogadores utilizem um único skatista—seja ele um profissional existente ou uma criação personalizada—em todos os níveis, desafios e modos de ambos os jogos. Contudo, uma das decisões de design mais audaciosas e debatidas foi a implementação de um sistema de jogo duplo para os níveis de THPS4. Originalmente, estes níveis foram pioneiros em um formato de exploração livre (free-roam), abandonando o cronômetro de dois minutos. O remake oferece a opção de jogar no "Modo Clássico" com o cronômetro ou no "Modo Carreira" sem ele, uma tentativa de conciliar duas filosofias de design que, inevitavelmente, gerou discussões acaloradas entre os puristas e os novos fãs da série.

## Jogabilidade
A essência da jogabilidade de Tony Hawk's Pro Skater 3 + 4 reside na sua mecânica de arcade, que é ao mesmo tempo acessível e incrivelmente profunda, recompensando a criatividade, a precisão na execução de manobras complexas e a criação de combos longos e ininterruptos que desafiam a gravidade. O jogo preserva e refina meticulosamente os pilares da série: manobras de flip, grab, grind e lip, além dos icônicos truques especiais que se tornam disponíveis quando a barra de especial, preenchida através de combos bem-sucedidos, está brilhando.
A principal inovação de jogabilidade introduzida em THPS3, o Revert, foi mantida e aprimorada. Este movimento, executado ao pressionar um botão no exato momento em que o skate aterrissa em uma transição (como em um half-pipe ou quarter-pipe), funciona como uma ponte crucial, permitindo que o jogador conecte manobras de vertical com um manual (equilíbrio em duas rodas). Essa conexão é a chave para estender combos de forma quase infinita, transformando linhas que antes eram separadas em uma única sequência fluida e de alta pontuação. A Iron Galaxy, ciente da importância do Revert, refinou a janela de tempo para sua execução, tornando-o ligeiramente mais tolerante para jogadores novatos, sem, contudo, diminuir o teto de habilidade exigido para o domínio completo, satisfazendo assim os veteranos que dedicam horas para aperfeiçoar seu timing.
Do lado de THPS4, o jogo herda a revolucionária estrutura de objetivos mais aberta. Em vez das tradicionais sessões cronometradas de dois minutos para completar o máximo de metas possível, os níveis de THPS4 no modo carreira original foram os primeiros da série a permitir uma exploração livre e sem pressão de tempo. O jogador podia patinar livremente pelo mapa, encontrar personagens não jogáveis (NPCs) e aceitar missões que variavam desde desafios de pontuação e coleta de itens até tarefas cômicas e bizarras que adicionavam personalidade a cada fase. No remake, a Iron Galaxy implementou um sistema dual para harmonizar as duas experiências:
- Modo Clássico: Aplica as regras tradicionais de sessões de 2 minutos a todos os níveis, incluindo os de THPS4, para uma experiência de arcade pura e focada na pontuação.
- Modo Carreira: Mantém a exploração livre e baseada em missões para os níveis de THPS4, enquanto os níveis de THPS3 operam com suas sessões originais de 2 minutos.

Esta decisão visou agradar tanto aos puristas que cresceram com a fórmula original quanto aos fãs da evolução que THPS4 representou. No entanto, foi um ponto de crítica para alguns jogadores que sentiram que a opção de jogar os níveis de THPS4 com um cronômetro traía a intenção original do design de exploração desses mapas.
Graficamente, o jogo foi completamente reconstruído na Unreal Engine 5. Isso permitiu à equipe da Iron Galaxy implementar recursos visuais de última geração, como suporte a resolução 4K nativa, modos de desempenho que visam 60 ou 120 quadros por segundo (em plataformas compatíveis), texturas de altíssima resolução que dão vida nova a cada superfície, um sistema de iluminação global dinâmica (Lumen) e reflexos realistas via ray tracing (Nanite), que tornam os ambientes mais imersivos do que nunca. Os modos de criação, como o Create-A-Skater e o Create-A-Park, retornam com uma profundidade sem precedentes. A personalização de personagens inclui uma vasta gama de marcas de skate, roupas e opções físicas, enquanto o criador de parques agora oferece ferramentas mais poderosas e intuitivas, permitindo a criação de pistas complexas e detalhadas que podem ser compartilhadas online entre todas as plataformas, fomentando uma comunidade criativa e engajada.

## Diferenças em Relação aos Originais
Embora Tony Hawk's Pro Skater 3 + 4 seja uma recriação fiel, a Iron Galaxy implementou uma série de mudanças significativas e melhorias de qualidade de vida para unificar e modernizar a experiência. O objetivo não foi apenas recriar os jogos, mas fundi-los em um único pacote coeso, resolvendo inconsistências e expandindo as mecânicas.
- Unificação da Progressão e do Elenco: Diferente dos lançamentos originais, onde cada jogo era uma experiência separada, o remake permite que o jogador utilize um único skatista — seja um profissional do elenco ou um personagem personalizado no modo Create-A-Skater — em todos os níveis, desafios e modos de THPS3 e THPS4. A progressão de atributos, a compra de manobras e o desbloqueio de itens cosméticos são compartilhados, criando uma jornada contínua e unificada.

- Sistema de Jogo Dual para Níveis de THPS4: A mudança mais fundamental reside na forma como os níveis de Tony Hawk's Pro Skater 4 são apresentados. Reconhecendo a importância tanto da fórmula clássica quanto da inovação de THPS4, o remake oferece dois modos de jogo distintos:
  - Modo Clássico: Aplica o tradicional cronômetro de dois minutos a todos os níveis, incluindo os de THPS4, forçando o jogador a otimizar suas linhas para completar o máximo de objetivos possível em uma única sessão. Este modo apela aos puristas e à jogabilidade focada em alta pontuação.
  - Modo Carreira: Preserva a estrutura de exploração livre (free-roam) que tornou os níveis de THPS4 revolucionários. Neste modo, não há limite de tempo, e o jogador deve encontrar NPCs para ativar missões, mantendo a intenção original do design de exploração.

- Mecânicas de Jogabilidade Expandidas: O remake incorpora as melhores mecânicas de toda a série e as aplica universalmente. O Revert, introduzido em Tony Hawk's Pro Skater 3, agora funciona perfeitamente com o Manual, permitindo combos massivos em todos os níveis. Manobras de jogos posteriores, como o Spine Transfer (transferência entre rampas back-to-back), Wall Plant e a capacidade de descer do skate em áreas designadas para alcançar segredos, foram integradas de forma inteligente, adicionando novas camadas de profundidade estratégica à navegação pelos níveis.

- Ferramentas de Criação Aprofundadas: Os modos Create-A-Skater e Create-A-Park foram completamente reconstruídos. O criador de personagens oferece uma gama muito maior de opções de personalização, incluindo mais marcas de roupas, tipos de corpo e acessórios. O Create-A-Park, por sua vez, foi expandido com um conjunto de ferramentas mais robusto e intuitivo, inspirado nos criadores de níveis modernos, e introduz o compartilhamento multiplataforma, permitindo que jogadores de todas as plataformas baixem e joguem em parques criados pela comunidade.

- Inteligência Artificial e Interatividade dos Níveis: Os ambientes estão mais vivos do que nunca. Os NPCs não são mais estáticos; eles reagem às manobras do jogador, desviam do caminho e, em alguns casos, oferecem desafios dinâmicos. Elementos interativos, como os terremotos em Los Angeles ou a inundação do Cruise Ship, foram aprimorados com física mais realista e efeitos visuais modernos, tornando os níveis menos previsíveis e mais imersivos.

## Skatistas
O elenco de skatistas é uma verdadeira celebração da história e do presente do esporte, reunindo quase todos os profissionais lendários dos jogos originais e introduzindo talentos da nova geração que estão definindo o futuro do skate, além de uma seleção de convidados especiais que mantém viva a tradição irreverente da série.

### Veteranos
A lista de skatistas profissionais que retornam é um "quem é quem" do skate do final dos anos 90 e início dos 2000, incluindo todas as lendas de ambos os jogos, com seus modelos de personagens recriados em alta definição e com a opção de usar trajes clássicos ou modernos:
- Tony Hawk
- Bob Burnquist
- Steve Caballero
- Kareem Campbell
- Rune Glifberg
- Eric Koston
- Bucky Lasek
- Rodney Mullen
- Chad Muska
- Andrew Reynolds
- Geoff Rowley
- Elissa Steamer
- Jamie Thomas
- Mike Vallely
- Paul Rodriguez (originalmente em THPS4)

Nota: Seguindo especulações e notícias pré-lançamento, e em uma decisão que gerou debate entre a comunidade, Bam Margera não foi incluído no elenco principal do remake. Fontes indicam que a decisão foi mútua entre a Activision e Margera, devido às suas contínuas disputas legais e foco em sua saúde e bem-estar pessoal. Embora compreendida, sua ausência foi lamentada por fãs de longa data que se lembram de sua presença marcante na série original.

### Novos skatistas
Refletindo o vibrante e diversificado cenário atual do skate, a Iron Galaxy adicionou um trio de estrelas contemporâneas, celebradas por suas conquistas em competições globais, seu estilo único e sua influência na cultura jovem:
- Rayssa Leal: A "Fadinha do Skate", medalhista olímpica brasileira, cujo carisma contagiante e habilidade técnica impressionante a transformaram em um fenômeno global. No jogo, seu estilo é rápido e focado em manobras de flip precisas.
- Yuto Horigome: O skatista japonês, primeiro medalhista de ouro olímpico na história do skate street, é reverenciado por sua precisão quase robótica e sua capacidade de executar as manobras mais difíceis com uma calma sobrenatural.
- Chloe Covell: A jovem prodígio australiana que, com uma idade impressionantemente jovem, já se tornou uma força dominante em competições como os X Games e a Street League, conhecida por seu estilo poderoso e sua habilidade em manobras de switch.

### Personagens Convidados e Secretos
Mantendo a tradição da série de incluir personagens secretos e convidados inusitados que adicionam uma camada de diversão e descoberta, o remake traz de volta clássicos e introduz novas surpresas:
- Doom Slayer: O silencioso e brutal protagonista da série Doom, disponível como um bônus de pré-venda e na edição Deluxe. Seus truques especiais são temáticos e violentamente criativos, como o "BFG Blast" (um grab que emite uma onda de energia verde) e o "Glory Kill Grind" (onde ele ataca demônios imaginários enquanto desliza no corrimão).
- Michelangelo: A tartaruga ninja mais festeira e amante de pizza de Teenage Mutant Ninja Turtles. Fiel à sua personalidade, ele utiliza seu nunchaku em animações de manobras especiais e comemora com gritos de "Cowabunga!".
- Officer Dick: O personagem secreto clássico da série, um policial desajeitado em um skate, desta vez é interpretado e dublado pelo carismático ator e músico Jack Black. Black, que também contribui para a trilha sonora com sua banda, Tenacious D, traz seu humor característico para o personagem.
- Darth Maul: Mantendo a tradição de THPS3, este icônico Lorde Sith de Star Wars é um personagem secreto desbloqueável ao completar 100% do jogo com um skatista original. Ele usa seu sabre de luz de lâmina dupla em animações de grind e truques especiais.
- Wolverine: Representando o universo Marvel, o mutante com garras de Adamantium, em sua aparência clássica dos quadrinhos dos anos 90, é desbloqueado ao encontrar todos os gaps (vãos) escondidos do jogo, um desafio para os jogadores mais dedicados.

## Níveis
O jogo inclui todos os níveis dos dois jogos originais, recriados com uma fidelidade impressionante e expandidos com novos segredos, áreas ocultas e objetos interativos, além de três níveis completamente novos que oferecem experiências únicas.

### Níveis deTony Hawk's Pro Skater 3
Os níveis de THPS3 mantêm seu design clássico e focado em sessões de dois minutos, com objetivos atemporais como coletar as letras S-K-A-T-E, encontrar a fita secreta e alcançar pontuações estratosféricas. A recriação na Unreal Engine 5 adiciona uma nova camada de imersão a esses ambientes icônicos.
- Foundry: Uma fundição de aço industrial com prensas hidráulicas, caldeiras incandescentes e correias transportadoras. O remake adiciona efeitos de partículas dinâmicas, como faíscas e fumaça, e um brilho de calor intenso que irradia das máquinas.
- Canada: Um vasto parque de skate ao ar livre, cercado por uma paisagem montanhosa, com um half-pipe gigante, totens e uma área de lenhador. A neve nas bordas do parque agora se deforma realisticamente com a passagem do skate.
- Rio: Uma recriação vibrante e ensolarada das ruas e do calçadão do Rio de Janeiro, com um half-pipe dentro de um ônibus oco, a possibilidade de grindar em fios de alta tensão com vista para o Cristo Redentor e NPCs animados que reagem às manobras.
- Suburbia: Um típico bairro residencial norte-americano onde o jogador pode invadir quintais, usar piscinas vazias como bowls, grindar em cercas e interagir com os moradores irritados.
- Airport: Um terminal de aeroporto movimentado, com esteiras de bagagem que aceleram o jogador, escadas rolantes e a chance de executar um grind nas hélices de um helicóptero.
- Skater Island: Uma recriação fiel do famoso parque de skate indoor de Rhode Island, apresentado como um nível de competição com juízes, placares e uma atmosfera de evento real.
- Los Angeles: Um nível que retrata o centro de L.A. e que introduz um elemento dinâmico: terremotos que alteram o layout do mapa em tempo real, quebrando ruas e criando novas rampas, um desafio clássico mantido e aprimorado com física mais realista.
- Tokyo: Um nível de competição deslumbrante, ambientado em um cenário futurista e neon, com arranha-céus, luzes ofuscantes e telões gigantes que exibem os combos do jogador em tempo real.
- Cruise Ship: Um navio de cruzeiro luxuoso e instável que balança de um lado para o outro, com piscinas, um teatro e um deck superior que pode ser inundado ao ativar um alarme de incêndio, criando novas linhas aquáticas.

### Níveis deTony Hawk's Pro Skater 4
Estes níveis são significativamente maiores e projetados para a exploração, repletos de NPCs que oferecem uma vasta gama de missões criativas e, por vezes, hilárias.
- College: Um extenso campus universitário com dormitórios, salas de aula, um pátio central cheio de corrimãos e escadarias, e missões que parodiam a vida estudantil.
- San Francisco: Uma versão condensada e "skatável" da cidade, com o famoso Pier 39 (aqui chamado Pier 18), bondes que servem de obstáculos móveis e a icônica e sinuosa Lombard Street.
- Alcatraz: A lendária ilha-prisão, transformada em um parque de skate macabro e fascinante. O jogador pode explorar os blocos de celas, o pátio de recreação e até mesmo o farol, com o objetivo de "escapar" simbolicamente.
- Kona: Uma recriação digital fiel do histórico parque de skate Kona, na Flórida, um dos mais antigos do mundo, famoso por sua snake run sinuosa e seus bowls de concreto desafiadores.
- Shipyard: Uma doca industrial perigosa e vertical, com guindastes gigantes, contêineres empilhados e navios cargueiros, oferecendo um ambiente com muitas oportunidades para gaps aéreos.
- London: Uma área que mistura a famosa South Bank de Londres com praças e ruas, completa com os icônicos ônibus de dois andares e cabines telefônicas vermelhas que podem ser usadas como obstáculos.
- Zoo: Um zoológico onde o jogador pode grindar em recintos de animais (sem feri-los, claro), com destaque para a área dos macacos, onde é possível interagir com eles, e um grande aquário.
- Carnival: Um parque de diversões abandonado e com uma atmosfera assustadora, com uma montanha-russa funcional na qual se pode grindar e uma casa mal-assombrada que esconde segredos.

### Níveis Novos
Para expandir ainda mais a experiência, a Iron Galaxy criou três níveis inéditos, projetados com a filosofia de design da série, mas com conceitos originais.
- Waterpark: Um parque aquático abandonado e drenado, onde os toboáguas secos servem como rampas gigantescas e sinuosas, piscinas de ondas vazias funcionam como bowls complexos e os "rios lentos" de concreto oferecem linhas de grind infinitas.
- Pinball: Um nível surreal e fantástico dentro de uma máquina de pinball gigante. Os bumpers, flippers e rampas reagem dinamicamente à passagem do jogador, lançando-o em direções inesperadas e criando um ambiente caótico e imprevisível, onde o objetivo é acumular a maior "pontuação" de pinball através de manobras.
- Movie Studio: Um estúdio de cinema com múltiplos sets de filmagem ativos e variados. O jogador pode transitar de forma fluida entre um cenário de faroeste com saloons e cavalos de madeira, um castelo medieval com catapultas e pontes levadiças, e uma cidade futurista com carros voadores e plataformas de neon.

## Estrutura do Modo Carreira
Diferente dos jogos originais que tinham progressões separadas, Tony Hawk's Pro Skater 3 + 4 introduz um Modo Carreira unificado que integra os objetivos e missões de ambos os títulos em uma única jornada coesa. O jogador inicia como um skatista amador em ascensão, com o objetivo de se tornar uma lenda do esporte ao conquistar todos os desafios que o mundo do jogo oferece.
A progressão é estruturada em torno da conclusão de metas para desbloquear novos níveis e ganhar dinheiro e pontos de experiência.
- Metas de THPS3: Nos níveis provenientes de Tony Hawk's Pro Skater 3, o jogador enfrenta os desafios clássicos baseados em sessões de dois minutos. Isso inclui encontrar as letras S-K-A-T-E, coletar a Fita Secreta, alcançar pontuações (Alta, Profissional, Doentia) e completar objetivos específicos de cada fase, como destruir caixas ou realizar manobras em locais icônicos.
- Missões de THPS4: Nos níveis de Tony Hawk's Pro Skater 4, a estrutura muda para a exploração livre. O jogador deve patinar pelo mapa para encontrar personagens (NPCs) que oferecem missões. Essas tarefas são mais variadas e narrativas, indo desde desafios de combo e gincanas de coleta até atividades cômicas, como ajudar um estudante a se vingar de valentões ou participar de uma filmagem.

Ao completar essas metas e missões, o jogador ganha dinheiro, que pode ser usado na Loja de Skate para comprar novas roupas, pranchas, rodas e manobras especiais para seu skatista. Pontos de experiência também são concedidos, permitindo que o jogador melhore os atributos do seu personagem (como velocidade, ollie, equilíbrio, etc.), tornando-o mais proficiente. O desbloqueio de novos níveis é gradual, exigindo que um certo número de metas seja alcançado no conjunto de fases anterior. A jornada culmina com o skatista alcançando o status profissional, vencendo as competições em Skater Island e Tóquio, e finalmente desbloqueando conteúdo secreto como recompensa por completar 100% do modo carreira.

## Trilha Sonora
A trilha sonora sempre foi uma parte fundamental da identidade da série, e em THPS 3 + 4, ela foi tratada com o máximo de respeito e ambição. A lista de músicas é uma combinação massiva que inclui quase todas as faixas licenciadas dos jogos originais, além de uma curadoria de novas canções que representam o punk, o rock alternativo e o hip-hop contemporâneos, totalizando 59 músicas. A trilha sonora completa é a seguinte:

### Faixas deTHPS3
- AFI - "The Boy Who Destroyed the World"
- Adolescents - "Amoeba"
- Alien Ant Farm - "Wish"
- Bodyjar - "Not the Same"
- CKY - "96 Quite Bitter Beings"
- Del tha Funkee Homosapien - "If You Must"
- Guttermouth - "I'm Destroying the World"
- House of Pain - "I'm a Swing-It"
- KRS-One - "Hush"
- The Mad Capsule Markets - "Pulse"
- Motörhead - "Ace of Spades"
- The Nextmen - "Amongst the Madness"
- Ozomatli - "Cut Chemist Suite"
- Ramones - "Blitzkrieg Bop"
- Red Hot Chili Peppers - "Fight Like a Brave"
- Redman - "Let's Get Dirty (I Can't Get in da Club)"
- The Rollins Band - "What's the Matter Man"
- Xzibit - "Paparazzi"
- Zebrahead - "Check"

### Faixas deTHPS4
- AC/DC - "TNT"
- Aesop Rock - "Labor"
- Agent Orange - "Bloodstains"
- Avail - "Simple Song"
- Bouncing Souls - "Manthem"
- City Stars - "Bad Dreams"
- De La Soul - "Oodles of O's"
- Delinquent Habits - "House of the Rising Drum"
- Eyedea & Abilities - "Big Shots"
- Flogging Molly - "Drunken Lullabies"
- Gang Starr - "Mass Appeal"
- Goldfinger - "Spokesman"
- Haiku D'Etat - "Non Compos Mentis"
- Hot Water Music - "Freightliner"
- Iron Maiden - "The Number of the Beast"
- JFA - "Beach Blanket Bongout"
- Less Than Jake - "All My Best Friends Are Metalheads"
- Lootpack - "Whenimondamic"
- Lunchbox Avenue - "Everything and Anything"
- Mantronix - "King of the Beats"
- Muskabeatz & Biz Markie - "Bodyrock"
- N.W.A. - "Express Yourself"
- Nebula - "Giant"
- The Offspring - "Blackball"
- Public Enemy - "By the Time I Get to Arizona"
- Refused - "New Noise"
- Run-DMC - "My Adidas"
- Sex Pistols - "Anarchy in the U.K."
- System of a Down - "Shimmy"
- Toy Dolls - "Alec's Gone"
- US Bombs - "Yer Country"
- Zeke - "Death Alley"

### Novas Faixas Adicionadas
- Turnstile - "Mystery"
- IDLES - "Grounds"
- Viagra Boys - "Sports"
- Amyl and the Sniffers - "Guided by Angels"
- PUP - "DVP"
- Fidlar - "No Waves"
- The Chats - "Smoko"
- Baker Boy - "Cool as Hell"
- KennyHoopla - "Estella//"
- Tenacious D - "Tribute"
- Militarie Gun - "Do It Faster"
- Scowl - "Opening Night"

## Desenvolvimento
Após o enorme e inesperado sucesso de Tony Hawk's Pro Skater 1 + 2, que foi desenvolvido com maestria pela Vicarious Visions e revitalizou a franquia, a Activision estava ansiosa para continuar a série de remakes. No entanto, os planos foram abruptamente interrompidos quando, em janeiro de 2021, a Vicarious Visions foi fundida com a Blizzard Entertainment. A talentosa equipe foi realocada para trabalhar em franquias da Blizzard, como Diablo, deixando o futuro da série Tony Hawk's em um estado de incerteza que preocupou profundamente os fãs.
Nos bastidores, a Activision ouviu diversas propostas de estúdios, tanto internos quanto externos, para assumir o projeto. A escolhida foi a Iron Galaxy, uma decisão baseada em três pilares: a impressionante experiência técnica do estúdio com conversões de alta qualidade para múltiplas plataformas (incluindo portes complexos como o de The Elder Scrolls V: Skyrim para Nintendo Switch), sua paixão declarada e conhecimento profundo da franquia Tony Hawk's, e sua proposta ambiciosa. A Iron Galaxy não queria apenas recriar os jogos, mas unificá-los de uma forma que parecesse uma progressão natural, utilizando o poder da Unreal Engine 5 para alcançar um salto visual e tecnológico massivo. O desenvolvimento começou para valer no final de 2022, com a equipe focada obsessivamente em capturar a sensação exata dos controles e da física do skate, um elemento considerado sagrado e inegociável pelos fãs. Tony Hawk, mais uma vez, atuou como consultor principal e embaixador do projeto, participando de sessões de feedback e garantindo a autenticidade cultural e de jogabilidade do projeto.

## Marketing e lançamento
A campanha de marketing foi orquestrada de forma inteligente e gradual. Começou com teasers enigmáticos e referências escondidas em mapas e conteúdos da sexta temporada de Call of Duty: Black Ops 6, como pichações do logo do falcão e modelos de skates com designs suspeitos. Isso gerou um burburinho orgânico na comunidade. A revelação oficial aconteceu em grande estilo no dia 4 de março de 2025, durante uma transmissão online do evento State of Play da PlayStation. O trailer de anúncio, eletrizante, destacava a jogabilidade frenética, os visuais de ponta e a transição entre os níveis dos dois jogos, tudo ao som do hino atemporal "Ace of Spades" do Motörhead, uma faixa icônica de THPS3.
Uma edição Deluxe foi disponibilizada para compra, incluindo o personagem convidado Doom Slayer, um pacote de trajes retrô para os skatistas profissionais (baseados em suas aparências de 2001-2002) e conteúdo cosmético exclusivo para os modos Create-A-Skater e Create-A-Park. Para incentivar a pré-compra digital, uma demo exclusiva focada no nível Foundry foi disponibilizada um mês antes do lançamento, permitindo que os jogadores sentissem o gostinho da jogabilidade refinada.

## Recepção
Tony Hawk's Pro Skater 3 + 4 foi recebido com aclamação crítica generalizada após o seu lançamento, com análises destacando-o como uma modernização exemplar e um dos pacotes de remasterização mais robustos e bem-executados do mercado. No agregador de avaliações Metacritic, a versão para PlayStation 5 detém uma pontuação média de 88/100, com base em 68 análises, indicando "análises geralmente favoráveis". A versão para Xbox Series X/S alcançou uma média similar de 87/100, enquanto a versão para PC registrou 86/100. No OpenCritic, o jogo possui uma média de 87/100, com 95% dos críticos recomendando o título.
A jogabilidade principal foi um ponto de louvor quase unânime. Críticos elogiaram a Vicarious Visions por conseguir preservar a sensação muscular e a física arcade dos originais, ao mesmo tempo que refinava os controles para um público moderno. A integração de manobras que se tornaram padrão em jogos posteriores da série, como o revert de THPS3 em todos os níveis e a capacidade de realizar spine transfers, foi consistentemente citada como uma melhoria fundamental que unificou a experiência. A IGN, em sua avaliação, concedeu ao título o equivalente a 4.5 de 5 estrelas, classificando-o como uma "recriação fenomenal de dois dos melhores jogos de esporte de todos os tempos" e ressaltando que a jogabilidade se sentia "precisa, viciante e mais fluida do que nunca".
Visualmente, a recriação foi descrita como "impressionante e fiel". Publicações como a Destructoid destacaram a atenção aos detalhes na reconstrução dos níveis clássicos, com nova iluminação, texturas em alta resolução e modelos de personagens que modernizavam a estética sem sacrificar a identidade artística original. A expansão da trilha sonora, que manteve a maioria das faixas licenciadas icônicas e adicionou novas canções de artistas contemporâneos, também foi amplamente elogiada por complementar a energia do jogo de forma eficaz.
O ponto de maior discórdia entre os críticos, no entanto, residiu na tentativa do estúdio de fundir as filosofias de design distintas de Tony Hawk's Pro Skater 3 e Tony Hawk's Pro Skater 4. O primeiro é estruturado em torno de objetivos cronometrados de dois minutos, enquanto o segundo introduziu um modelo de mundo semiaberto focado na exploração para encontrar missões. A decisão de implementar um cronômetro opcional nos níveis de THPS4 foi vista por muitos como uma solução de meio-termo. A GameSpot, que avaliou o jogo com 4 de 5 estrelas, articulou essa crítica afirmando que a implementação "parece uma concessão em vez de uma fusão coesa, deixando os níveis de THPS4 em um limbo entre a urgência focada de seu antecessor e a liberdade exploratória que os tornou únicos". A Game Informer corroborou este sentimento, descrevendo o pacote como "incrível e generoso, mas que tropeça levemente em sua nobre tentativa de casar duas filosofias de design fundamentalmente diferentes".
As diferentes versões do jogo também foram analisadas. Enquanto as edições para PlayStation 5 e Xbox Series X/S foram elogiadas como a experiência definitiva, a versão para Nintendo Switch foi recebida com uma análise mais matizada. Críticos como os da Nintendo Life celebraram a proeza de ter a experiência completa em um formato portátil, mas apontaram as inevitáveis concessões técnicas, como uma resolução visivelmente inferior e instabilidades na taxa de quadros.
Em síntese, o consenso crítico estabeleceu Tony Hawk's Pro Skater 3 + 4 como um triunfo. Embora a fusão de suas duas metades tenha gerado debates, o pacote final foi aclamado por sua imensa quantidade de conteúdo, sua jogabilidade polida e seu valor nostálgico, solidificando-o não apenas como um tributo fiel, mas como um ponto alto na revitalização de clássicos dos videogames.

## Suporte Pós-Lançamento e Conteúdo Futuro
Mesmo com o jogo recém-lançado, a Iron Galaxy e a Activision já delinearam planos para o suporte contínuo de Tony Hawk's Pro Skater 3 + 4, visando manter a comunidade engajada e aprimorar a experiência com base no feedback dos jogadores.
- Patch de Lançamento (Day-One Patch): Juntamente com o lançamento mundial em 11 de julho de 2025, foi disponibilizada uma atualização de primeiro dia. O patch abordou pequenos bugs reportados por jogadores da demo e pela crítica especializada, além de realizar ajustes finos no balanceamento de pontuação de certas manobras especiais e na física de colisões em níveis mais complexos, como o Pinball.

- Roteiro de Conteúdo (Roadmap): Os desenvolvedores confirmaram que o jogo receberá suporte ativo nos meses seguintes, com planos para a introdução de conteúdo gratuito. Estão previstos eventos sazonais, como decorações e desafios temáticos de Halloween e Festas de Fim de Ano, que recompensarão os jogadores com itens cosméticos exclusivos para o Create-A-Skater e peças para o Create-A-Park.

- Expansão Futura (Especulação): Em entrevistas durante a semana de lançamento, membros da equipe de desenvolvimento da Iron Galaxy e o próprio Tony Hawk alimentaram as esperanças da comunidade por mais conteúdo. Ao serem questionados sobre a possibilidade de um remake da série Tony Hawk's Underground, eles afirmaram que "o futuro é promissor" e que "estão ouvindo atentamente o que os fãs mais desejam". Isso gerou forte especulação de que um pacote de expansão pago, focado nos níveis e na mecânica de descer do skate de THUG, poderia estar em desenvolvimento, servindo como a próxima evolução lógica para a franquia revitalizada.

## Legado
A série Tony Hawk's está cimentada na história dos jogos eletrônicos como uma das franquias mais influentes e culturalmente ressonantes de todos os tempos. No final da década de 1990 e no auge dos Anos 2000, a série transcendeu a mídia interativa para se tornar um verdadeiro fenômeno global, atuando como o principal catalisador para a popularização do skate em uma escala sem precedentes. Para uma geração inteira, os jogos foram o primeiro ponto de contato com a cultura do skate, transformando atletas profissionais como Tony Hawk, Rodney Mullen e Elissa Steamer em ícones internacionais e nomes familiares. O seu impacto cultural é vasto, tendo moldado de forma indelével a música, ao introduzir massivamente gêneros como o punk rock, o ska punk e o hip hop alternativo a um público jovem e global através de suas trilhas sonoras licenciadas, que se tornaram lendárias. Além disso, influenciou diretamente a moda e a atitude da época, definindo uma estética que misturava o despojado e o rebelde.
A Perfeição da Fórmula Clássica e a Transição Audaciosa
Tony Hawk's Pro Skater 3 (2001) é frequentemente citado pela crítica especializada e pela comunidade de fãs como o zênite absoluto da fórmula clássica da série, o momento em que todos os elementos de jogabilidade atingiram um estado de perfeição. Lançado para a sexta geração de consoles, como o PlayStation 2, ele aproveitou o novo hardware para apresentar gráficos mais detalhados e níveis mais complexos. Sua contribuição mais revolucionária foi a introdução do revert, uma manobra que permitia aos jogadores ligar combos de rampas verticais (vert) a manobras de solo (street), criando linhas contínuas e possibilitando pontuações exponencialmente mais altas. Essa mecânica, por si só, aprofundou a complexidade do sistema de combos a um nível quase artístico, solidificando o jogo como um marco de design.
Em contraste direto, Tony Hawk's Pro Skater 4 (2002) marcou uma virada ambiciosa e corajosa para a franquia. O jogo abandonou o icônico cronômetro de dois minutos que definia a estrutura das fases, adotando um modelo de mundo semi-aberto. Pela primeira vez, os jogadores podiam explorar livremente os vastos níveis sem limite de tempo, ativando missões ao interagir com personagens (NPCs) espalhados pelo mapa. Esta mudança fundamental pavimentou o caminho para a liberdade de exploração e a forte componente narrativa que seriam plenamente realizadas na subsequente subsérie Tony Hawk's Underground. A introdução de novas manobras como o spine transfer (transferência entre rampas back-to-back) e o skitching (pegar "carona" segurando em veículos) adicionou ainda mais camadas à jogabilidade e à imersão no universo do skate.
Um Remake Celebratório e o Futuro da Franquia
O remake Tony Hawk's Pro Skater 3 + 4 serve, portanto, como uma cápsula do tempo interativa e uma celebração definitiva dessa era dourada de transição. Construído sobre o aclamado motor gráfico de Tony Hawk's Pro Skater 1 + 2, o jogo utiliza tecnologias modernas como renderização PBR (Physically Based Rendering), suporte para resolução 4K e altas taxas de quadros (60/120 FPS) para recriar os locais clássicos com uma fidelidade visual e uma fluidez impressionantes. A jogabilidade, que definiu o gênero, foi preservada com precisão para os veteranos, enquanto as melhorias de qualidade de vida e os tutoriais aprimorados a tornam acessível para um novo público.
O sucesso crítico e comercial do remake não apenas solidificou o ressurgimento do gênero de skate arcade no cenário contemporâneo, mas também intensificou o clamor da comunidade pelo futuro da franquia. As discussões em fóruns e redes sociais geraram uma demanda esmagadora por remakes dos amados jogos da série Underground, que são lembrados com carinho por suas histórias envolventes, personalização profunda de personagens e a inédita habilidade de descer do skate para explorar o ambiente. O legado de THPS 3 e 4 é, portanto, duplo: eles representam o ápice e a reinvenção da jogabilidade original, e seu renascimento bem-sucedido neste remake reacendeu a esperança e a expectativa para que mais capítulos da história do skate virtual sejam recontados para uma nova geração.